# Minardi F1x2
Minardi F1x2 – dwuosobowy samochód Formuły 1, skonstruowany w 2000 roku przez Minardi.

## Historia
Paul Stoddart po nabyciu Minardi, zainspirowany McLarenem MP4/98T, postanowił stworzyć drugi w historii dwuosobowy samochód Formuły 1. Z uwagi na wcześniejsze powiązania Stoddarta z Tyrrellem nad samochodem pracowali niektórzy byli pracownicy tego zespołu, a dwuosobowy model w dużej części opierał się na Tyrrellu 026. Stoddart podobnie jak McLaren założył, że kluczowym elementem musi być bezpieczeństwo, stąd też samochód musiał chronić w maksymalnym stopniu kierowcę i pasażera, spełniając najnowsze ówcześnie przepisy Formuły 1 w dziedzinie między innymi odporności na uderzenia czy odpowiednich elementów wpływających na bezpieczeństwo.
Projekt samochodu trwał sześć miesięcy, po czym przystąpiono do budowy modelu. Od Tyrrella 026 samochód Minardi różnił się między innymi dodatkowym miejscem dla pasażera i pałąkiem ochronnym oraz dłuższym rozstawem osi, ale i wieloma szczegółami. Stworzono osiem egzemplarzy dwuosobowego modelu.

## Specyfikacja techniczna
Założeniem modelu było, by pasażer mógł doświadczyć możliwie najbardziej zbliżonych doświadczeń do tych, jakie odczuwa kierowca Formuły 1. Stąd też był wyposażony w silnik V10 o mocy 700 KM pochodzący od Tyrrella 026, a wyprodukowany przez Coswortha silnik JD. Silnik ten przyjął w Minardi jednak nazwę European i napędzał także model PS01. Silnik był sprzężony z półautomatyczną, wzdłużnie zamontowaną sześciobiegową skrzynią Xtrac.
Na nadwozie składało się monocoque z włókien węglowych o strukturze plastra miodu. Zawieszenie było aktywowane popychaczami, a składały się na nie także podwójne wahacze nierównej długości oraz sprężyny śrubowe Eibach. Hamulce były wykonane z węgla, a składały się na nie zaciski AP oraz tarcze i klocki hamulcowe Hitco. Opony firmy Bridgestone nie miały bieżnika – były slickami.
Koszt każdego samochodu wyniósł około 250 tysięcy funtów.

## Pokazy
Program nazwano F1x2 i został on ukończony w 2000 roku. Pierwszym torem, na który wyjechał model, był tor Donington Park w Wielkiej Brytanii.
Pojazd brał udział między innymi w Festiwalu w Goodwood i Bologna Motorshow. W 2004 roku modele F1x2 wzięły udział w charytatywnym wyścigu Altech South African F1x2 Charity Grand Prix na torze Kyalami, a rok później podobny wyścig odbył się przy okazji inauguracyjnej rundy serii GP Masters.
Samochód w 15 krajach prowadziło 44 kierowców, w tym mistrzowie świata Formuły 1: Michael Schumacher, Emerson Fittipaldi, Mario Andretti, Nigel Mansell, Damon Hill oraz Fernando Alonso.
Po upadku Minardi po sezonie 2005 program F1x2 nadal jest kontynuowany. W 2007 roku w związku z zaangażowaniem Stoddarta w serię Champ Car poprzez zespół Minardi Team USA F1x2 po raz pierwszy wziął udział w obszernym programie północnoamerykańskim.
Członkowie programu F1x2 oferują średnio raz do roku "dni otwarte", podczas których pod pewnymi warunkami można przejechać się dwuosobowym modelem w charakterze pasażera.